# 绍费埃
绍费埃（法語：Chauffayer）是法国上阿尔卑斯省的一个市镇，属于加镇区（Gap）圣菲尔曼县（Saint-Firmin）。该市镇2009年时的人口为383人。

## 人口
绍费埃人口变化图示
| 数据来源：INSEE |